# وادو لیگوره
وادو لیگوره (به ایتالیایی: Vado Ligure) یک کومونه در ایتالیا است که در استان ساونا واقع شده‌است. وادو لیگوره ۲۳٫۷۹ کیلومتر مربع مساحت و ۸٬۱۷۰ نفر جمعیت دارد و ۱۲ متر بالاتر از سطح دریا واقع شده‌است.

## خواهرخوانده
شهر La Ravoire خواهرخواندهٔ وادو لیگوره هست.